# EteRNA (videogioco)
EteRNA è un videogioco per browser, sviluppato dall'Università Carnegie Mellon, che permette ai volontari che vi partecipano di aiutare la ricerca scientifica riguardante il ripiegamento e il funzionamento dell'RNA.
Simile al gioco Foldit, EteRNA utilizza le capacità umane di risoluzione dei problemi e delle capacità di visualizzazioni tridimensionali per risolvere puzzle biochimici che sono difficilmente risolvibili attraverso simulazioni automatiche al computer: i ricercatori puntano sul concetto di comunità di giocatori per capire meglio il funzionamento del folding RNA.